# Serafino Razzi
Serafino Razzi (Marradi, 1531 – Firenze, 1613) è stato uno scrittore italiano e frate dell'Ordine dei Domenicani.

## Biografia
Entrato nell'Ordine Domenicano nel 1549, nel 1563 pubblicò a Firenze un'ampia raccolta di laudi in lingua latina. Secondo il musicologo tedesco Willi Apel, nella seconda metà del XVI secolo fra Serafino Razzi inaugurò una vasta letteratura di lodi negli stili popolari della villanella e della canzonetta, nella quale comparivano frequentemente canzoni e ballate popolari.
Il primo libro fu una miscellanea di 91 melodie di epoca differente, caratteristiche della tradizione fiorentina, da eseguirsi in assolo e a quattro voci.
Nel corso dei suoi numerosi viaggi, esplorò le terre adriatiche e tenne diari aggiornati dei propri itinerari, che contribuirono alla sua formazione in merito alla musica e alle tradizioni popolari descritti in alcune delle sue opere.
Nel 1572-77, Serafino Razzi compì un viaggio lungo di anni, dalla Toscana all'Umbria e negli Abruzzi, giungendo fino al Molise e in Puglia, visitando i conventi dell'ordine domenicano, e appuntando le impressioni in diari di viaggio, che raccolse nei Viaggi Adriatici Archiviato il 28 dicembre 2022 in Internet Archive., pubblicati in parte nel 1578, e successivamente integralmente. L'opera è molto interessante per le impressioni personali del frate, soprattutto nella parte relativa alle città visitate negli Abruzzi: L'Aquila, Teramo, Penne, Chieti, Lanciano, Ortona, Vasto, descrivendo uno spaccato di vita sociale e religiosa in queste terre nella seconda metà del XVI secolo.
La sorella, Maria Angelica Razzi, fu monaca clarissa presso il convento domenicano di Santa Caterina da Siena a Firenze e scultrice di opere sacre in terracotta. Maria Angelica fece parte della bottega attiva nel convento, dominata dalla figura di Plautilla Nelli.
Fratello maggiore di Serafino Razzi era inoltre lo scrittore, commediografo e presbitero camaldolese Girolamo Razzi (1527-1611).

## Opere
- Serafino Razzi, Istoria de gli huomini illustri, cosi nelle prelature, come nelle dottrine, del sacro ordine de gli Predicatori. Scritta da f. Serafino Razzi, Lucca, per il Busdrago, 1596,  p. 372, OCLC 909378469.
- Viaggi Adriatici Archiviato il 28 dicembre 2022 in Internet Archive., 1578
- Giardino d'essempi, ouero Fiori delle vite de' Santi, 1599
- La storia di Raugia, 1595
- La vita et institutioni del Giovan. Taulero (Johannes Tauler), 1590
- Vite dei santi, e beati cosi uomini, come donne del sacro ordine, 1577
- (LA, IT) fra' Serafino Razzi, Hymnario dominicano in cui si comprendono tutti gli hinni, i quali adopera, e canta il sacro Ordine de frati Predicatori, e buona parte ancora di quelli che vsa, e di cui si serue il Breuiario romano., su archive.org, Perugia, febbraio 1587,  p. 43. URL consultato il 15 giugno 2019 (archiviato il 14 febbraio 2019)., su commissione di Andrea Bresciano; Nihil obstat a S. Maria Novella nel 1583, a nome di Giovanni Battista Lancio (m. 1598), Maestro e Servitore Generale dell'Ordine e Provincialis in Terra Santa.